# Éclairage bisexuel

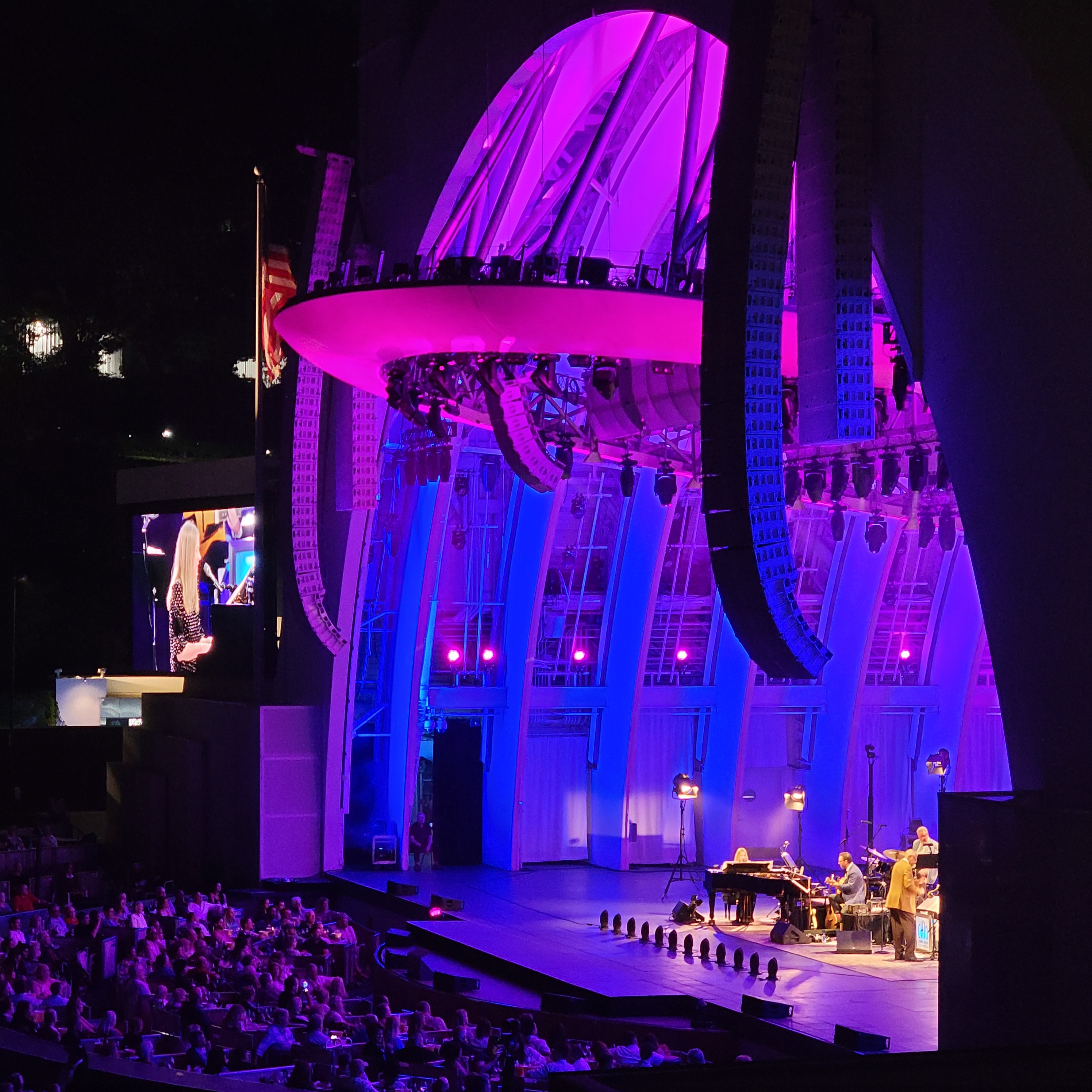
Éclairage bisexuel lors d'un concert de Diana Krall en 2023, où elle chante son amour pour une femme.

L’éclairage bisexuel (« Bisexual lighting » en anglais) peut être défini comme l’utilisation simultanée d’un éclairage rose, violet et bleu pour mettre en avant des personnages bisexuels. Il est utilisé dans les discothèques et, supposément, dans le monde du cinéma et de la télévision par le biais des éclairages de studio. Cet éclairage reprend les couleurs du drapeau de la fierté bisexuelle.

## Signification

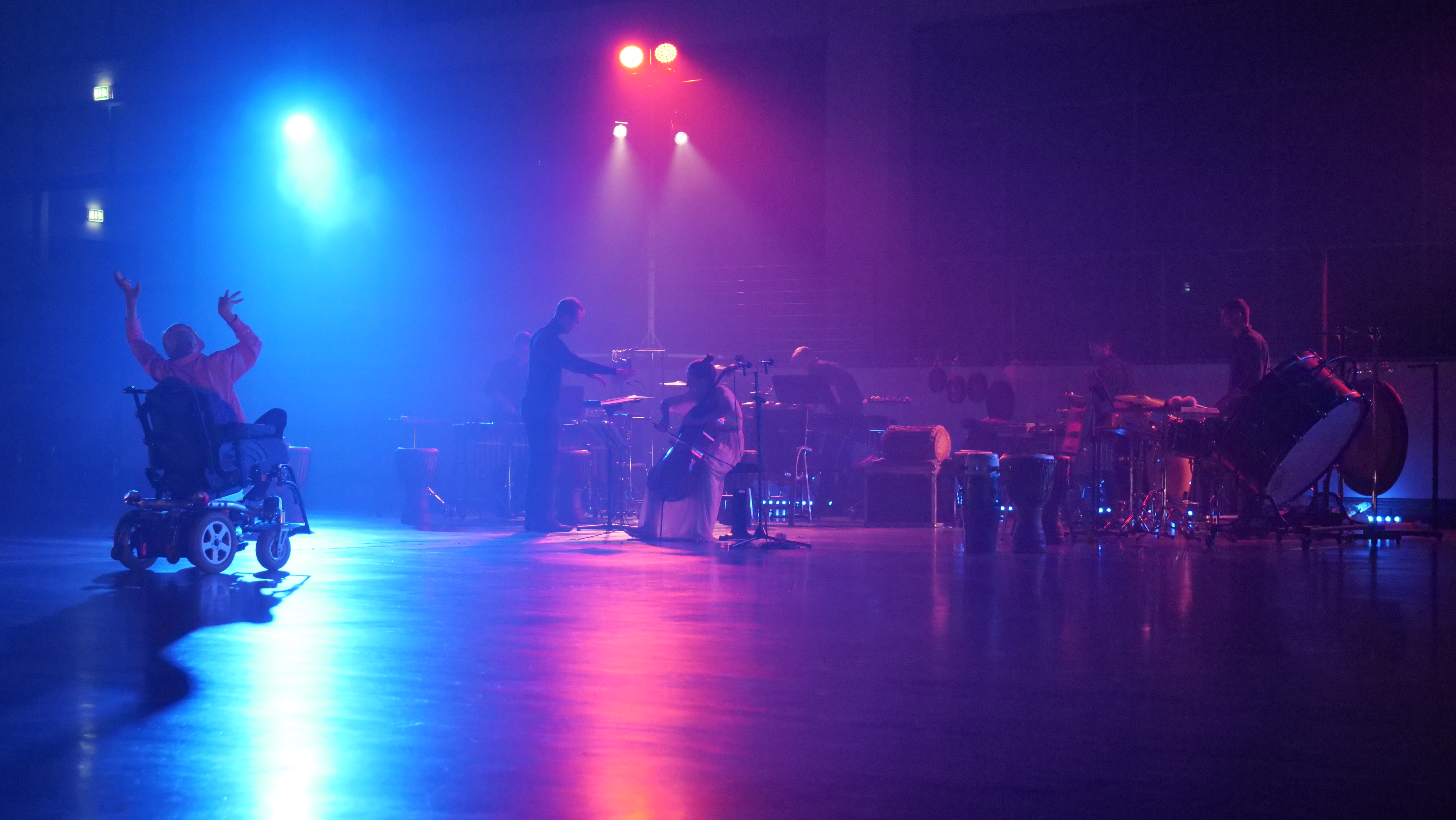
Exemple d'éclairage bisexuel sur une scène.

Drapeau de la fierté bisexuelle.

George Pierpoint de la BBC News indique dans un article que l’éclairage bisexuel est de prime abord employé comme « dispositif audiovisuel émancipateur » voulant combattre la sous-représentation frappante de la bisexualité dans les médias visuels. Les couleurs utilisées peuvent ainsi faire référence au drapeau de la fierté bisexuelle,. En 2017, la tendance gagne du terrain dans la communauté LGBT, en particulier sur des réseaux sociaux et sites web tels que Twitter, Reddit et Pinterest. Sasha Geffen de Vulture.com remarque que cette technique s’est « culturellement solidifiée ». En 2018, Pantone choisit la teinte « Ultra Violet » pour représenter cette même année, un geste qui, selon la BBC, reflète l'utilisation croissante de ce schéma artistique.

## Utilisation
D’après Pierpoint, l'esthétique visuelle pourrait avoir été appliquée à partir de 2014, notamment à travers la série télévisée Sherlock, en référence aux possibles désirs cachés du Docteur Watson. L’éclairage bisexuel est aussi exploité dans de nombreux médias télévisuels et cinématographiques. Les films hollywoodiens The Neon Demon, Atomic Blonde et Black Panther tous sont dotés d’une ou plusieurs scènes incorporant un éclairage bleu, rose et violet. De même, l'épisode San Junipero de la série télévisée Black Mirror favorise pleinement cette esthétique visuelle.
L’éclairage bisexuel figure également dans les vidéo-clips des chansons Make Me Feel de Janelle Monáe et Cool for the Summer de Demi Lovato.

## Critique
Amelia Perrin du Cosmopolitan a critiqué la tendance émergente cherchant à exploiter un tel éclairage lorsque des personnages bisexuels apparaissent à la télévision et dans les clips, soutenant que cette image visuelle « perpétue les stéréotypes bisexuels ». Perrin fait valoir que ce type d’éclairage est généralement produit par des lampes néon, qui rappellent au spectateur les boites de nuit et les pistes de danse, impliquant de ce fait que « les rencontres et relations bisexuelles ne sont que des expériences qui se produisent exclusivement lors de moments d’ivresse en soirée ».
Lara Thompson, professeure de cinéma à l’Université du Middlesex, est d’avis que l'éclairage bisexuel n'est pas réellement bien connu de tous, déclarant : « Il faudrait qu’on nous propose davantage d’exemples avant de percevoir l’éclairage bisexuel comme un phénomène tout à fait convaincant ».